# Profumo di Violetta
Profumo di Violetta est un album studio de Gianluigi Trovesi.

## Thème
Enregistré pour le groupe allemand ECM Records, l'album mélange le jazz à la musique classique adaptée pour être jouée par un soliste accompagné par un orchestre d'harmonie. Il rend hommage à ces ensembles qui interprètent de la musique classique italienne depuis des siècles dans les jardins, sur les places, dans les kiosques à musique des villes et villages avec le niveau d'exigence nécessaire à l'interprétation de compositeurs tels que Giuseppe Verdi, Gioachino Rossini ou Pietro Mascagni. Les œuvres de ces compositeurs se retrouvent également sur le disque compact et sont alternées avec des compositions de Trovesi lui-même. L'album a été enregistré au Teatro Serassi à Bergame dans la région de laquelle il existe cent-trente bande, comme le rappelle avec émerveillement Gianluigi Trovesi dans le documentaire Il cortile della musica. 

## Musiciens
- Gianluigi Trovesi – clarinette, saxophone
- Marco Remondini – violoncelle, electronique
- Stefano Bertoli – percussions
- Orchestra Fiati Filarmonica Mousikè Gazzaniga dirigé par Savino Acquaviva

## Compositions
1. Alba (GT) (1 min 31 s)
2. Toccata de L'Orfeo de Claudio Monteverdi (1 min 49 s)
3. Musa (GT) (1 min 36 s)
4. Euridice (GT) (3 min 27 s)
5. Ninfe avernali (GT) (2 min 33 s)
6. Ritornello de L'Orfeo de Monteverdi (53 s)
7. Frammenti orfici (GT) (3 min 47 s)
8. Intrecciar Ciaccone (GT et Maurizio Cazzati) (3 min 30 s)
9. Pur ti miro de L'incoronazione di Poppea de Monteverdi (4 min 15 s)
10. Stizzoso, mio stizzoso de La serva padrona de Giovanni Battista Pergolesi(1 min 40 s)
11. Vespone (GT) (3 min 46 s)
12. Profuma di Violetta deel 1 (GT) (1 min 35 s)
13. Ah, fors'è lui che l'anima de La traviata de Giuseppe Verdi (2 min 19 s)
14. Profumi di Violetta deel 2 (GT) (2 min 35 s)
15. Violetta a le altre (Remondini)
16. E Piquillo, un bei gagliardo de La traviata de Verdi (42 s)
17. Salterellando (GT) (1 min 03 s)
18. Antico saltarello (Anoniem) (32 s)
19. Saltarello amoroso (GT) (4 min 04 s)
20. Largo al factotum du Barbiere di Siviglia de Gioachino Rossini (2 min 58 s, à la guitare électrique)
21. Aspettando compar Alfio (Rodolfo Matulich/GT) (5 min 03 s)
22. Il Cavallo scalpita de Cavalleria rusticana de Pietro Mascagni (59 s)
23. Cosi, Tosca de Tosca de Giacomo Puccini (8 min 52 s)